# Sud-Ouest de l'Australie
Le Sud-Ouest de l'Australie est un  foyer de biodiversité qui comprend les écorégions de Forêts et maquis du Sud-Ouest australien. La région a un climat méditerranéen aux hivers humides et aux étés secs, c'est l'une des cinq régions de ce type dans le monde. Elle couvre une superficie de 356 717 km2, comprenant une vaste plaine côtière de 20 à 120 kilomètres de large, se poursuivant par une transition douce par des collines ondulantes faites de  granite érodé, de gneiss et de latérite. Des déserts et broussailles xérophytes s'étendent vers le nord et le centre de l'Australie, séparant l'Australie-Occidentale des autres régions à climat méditerranéen et humide du continent.

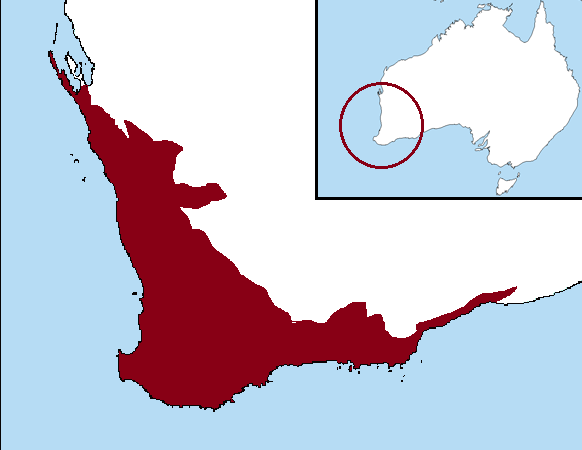

La végétation de la région est principalement ligneuse, incluant forêts, forêts claires, broussailles et landes, mais pas de prairies, savanes et brousses tempérées. Les types de végétation dominants sont les forêts claires d'Eucalyptus, les broussailles Mallee à eucalyptus dominants, et les broussailles et landes kwongan, qui correspondent aux chaparral, matorral, maquis  et fynbos rencontrés dans d'autres régions de type méditerranéen. Cette région présente généralement des sols sableux ou latéritiques pauvres en éléments nutritifs, qui ont favorisé une riche spéciation de plantes adaptées à des niches écologiques spécifiques. Elle héberge une grande diversité d'espèces endémiques, notamment dans la famille des Proteaceae.
La région correspond à la Province botanique du Sud-Ouest et la  province floristique du Sud-Ouest de l'Australie. Le World Wide Fund for Nature et l'Interim Biogeographic Regionalisation for Australia (IBRA) découpent la région en plusieurs écorégions :
- Coolgardie woodlands (IBRA Coolgardie)
- Mallee d'Esperance (IBRA Esperance Plains et Mallee)
- Jarrah-Karri forest and shrublands (IBRA Warren)
- Kwongan heathlands (IBRA Swan Coastal Plain)
- Southwest Australia savanna (IBRA Geraldton Sandplains, Avon Wheatbelt, and Yalgoo)
- Southwest Australia woodlands (IBRA Jarrah Forest)